# Parque nacional del Suroeste
El parque nacional del Suroeste (Southwest National Park, en inglés) es un parque de 618.267 hectáreas ubicado en el suroeste de Tasmania, Australia. Es el parque más grande de Tasmania y forma parte de la Reserva Natural de Tasmania, que fue declarado Patrimonio de la Humanidad por la Unesco en 1982.
El límite oriental es de 93 km al oeste de Hobart y el parque se extiende hasta las costas oeste y sur. Este parque abarca la mayor parte del sur de la Reserva Occidental de Tasmania.
El parque es conocido por su naturaleza virgen y la lejanía. El tiempo en el parque es muy variable, y puede ser grave. El área no se ve afectada por los seres humanos. Aunque la evidencia muestra que los aborígenes de Tasmania han visitado la zona durante al menos 25.000 años, y los colonos europeos han hecho incursiones en el área del parque desde el siglo XIX, ha habido muy poca población permanente y sólo un impacto mínimo sobre el medio natural. Dentro de la zona sólo hay un camino, a la energía hidroeléctrica del municipio de Strathgordon. El sur y oeste del parque están muy lejos de cualquier acceso de vehículos. El único acceso es a pie, en barco o avioneta.
La pequeña localidad de Melaleuca en el extremo suroeste ofrece una pista de aterrizaje y algunos servicios muy básicos, principalmente que ver con el Servicio Nacional de Parques.

## Historia
El núcleo del parque fue creado en 1955 y originalmente fue llamado Parque Nacional del Lago Pedder. Durante los siguientes 35 años, el parque fue ampliado gradualmente y ha cambiado el nombre, por fin alcanzó su tamaño actual en 1990.

Lago Pedder en el entorno natural del parque.